# Margaux Rifkiss
Margaux Rifkiss, född 9 juni 1996, är en fransk fäktare som tävlar i sabel.

## Karriär
Vid världsmästerskapen i fäktning 2023 i Milano tog Rifkiss silver tillsammans med Sara Balzer, Manon Brunet och Caroline Quéroli i lagtävlingen i sabel.